# Municipio de Highland (condado de Brown)
El municipio de Highland (en inglés: Highland Township) es un municipio ubicado en el condado de Brown en el estado estadounidense de Dakota del Sur. En el año 2010 tenía una población de 86 habitantes y una densidad poblacional de 0,92 personas por km².

## Geografía
El municipio de Highland se encuentra ubicado en las coordenadas 45°22′9″N 98°39′35″O / 45.36917, -98.65972. Según la Oficina del Censo de los Estados Unidos, el municipio tiene una superficie total de 93.7 km², de la cual 93,58 km² corresponden a tierra firme y (0,12 %) 0,11 km² es agua.

## Demografía
Según el censo de 2010, había 86 personas residiendo en el municipio de Highland. La densidad de población era de 0,92 hab./km². De los 86 habitantes, el municipio de Highland estaba compuesto por el 97,67 % blancos, el 1,16 % eran amerindios y el 1,16 % eran de una mezcla de razas. Del total de la población el 0 % eran hispanos o latinos de cualquier raza.